# 普雷塞格湖

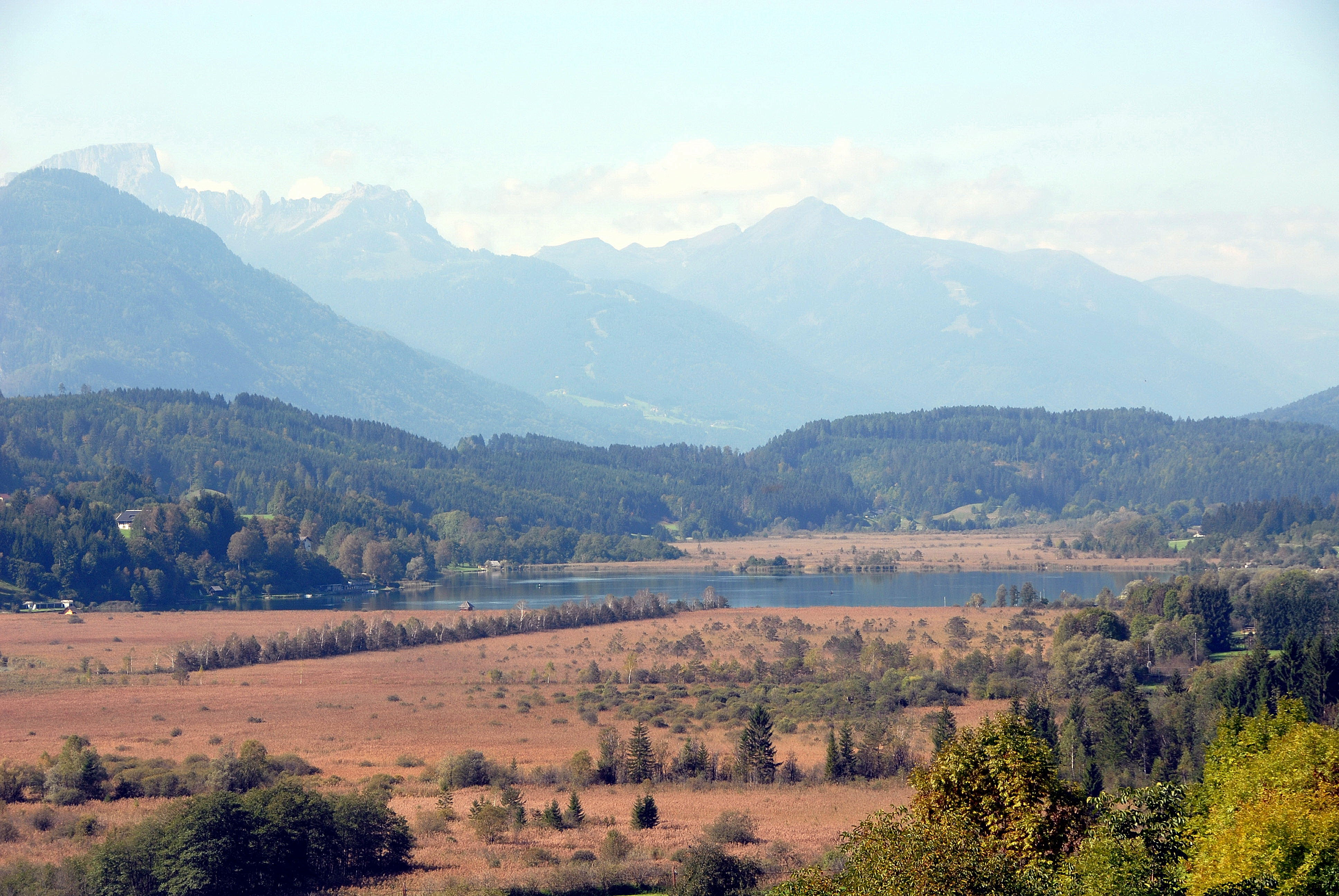

46°37′34″N 13°26′29″E / 46.62611°N 13.44139°E
普雷塞格湖（德語：Pressegger See）是奧地利克恩顿州的湖泊，面積0.55平方公里，集水區面積28平方公里，海拔高度560米，平均水深3.4米，最大水深13.7米。